# أبو الزبير المكي
أبو الزبير محمد بن مسلم بن تدرس المكي (44 هـ - 128 هـ / 665 - 745م) أحد رواة الحديث النبوي، صنّفه الذهبي في الطبقة الثالثة من رواة الحديث النبوي. سمع من عائشة، والعبادلة الأربعة، وجابر بن عبد الله، وطائفة من الصحابة وكبار التابعين.
سماه اليعقوبي في الفقهاء أيام خلافة مروان بن محمد،وتوفى سنة 128 هـ وهو ابن 84 عاماً، قال الواقدي: «أبي الزبير سكن مكة ومات بها سنة ثمان وعشرين ومائة في خلافة مروان بن محمد وهو ابن أربع وثمانين سنة»، وهو أيضا قول عمرو بن علي الفلاس والترمذي. ونقل البخاري وغيره عن علي بن المديني أنه مات قبل عمرو بن دينار بسنة أي عام 125 هـ.

## نشأته
لا يُعلم الكثير عن نشأة أبي الزبير المكي أو أصوله، سوى أن اسمه محمد بن مسلم بن تدرس بن موسى، وأنه كان مولى لحكيم بن حزام، لذا فهو ينسب بالأسدي القرشي بالولاء.

## روايته للحديث النبوي
- روى عن: جابر بن عبد الله وابن عباس وابن عمر وأبي الطفيل وابن الزبير وطاووس وسعيد بن جبير وعطاء بن أبي رباح وأبي صالح ذكوان وسفيان بن عبد الرحمن الثقفي وعبيد بن عمير الليثي وعبد الرحمن بن هرمز وعكرمة مولى ابن عباس ونافع بن جبير بن مطعم[7] وصفوان بن عبد الله بن صفوان[9] وعبد الله بن سلمة وعبد الله بن أبي سلمة الماجشون وعبد الله بن ضمرة وعبد الرحمن بن الصامت وعلي بن عبد الله الأزدي وعمرو بن شعيب وعون بن عبد الله بن عتبة ومحمد بن الحنفية ويحيى بن جعدة بن هبيرة وأبي علقمة مولى بني هاشم وأبي معبد مولى ابن عباس وعبيد الله بن كعب بن مالك وغيرهم.[10]
- روى عنه: عطاء بن أبي رباح والزُهري وليث بن أبي سليم وإسماعيل بن أمية وأيوب السختياني والأجلح بن عبد الله الكندي وخصيف بن عبد الرحمن الجزري وسلمة بن كهيل والأعمش وعبيد الله بن عمر العمري وعمار الدهني وهشام بن عروة وموسى بن عقبة وهشام الدستوائي وقرة بن خالد وحجاج بن أبي عثمان الصواف وأشعث بن سوار الكندي وزيد بن أبي أنيسة وشعبة وسفيان الثوري وسفيان بن عيينة والليث ومالك وابن لهيعة وأبو عوانة وعبد الله بن المؤمل المخزومي وابن عجلان[7] وابن جريج وهشام بن سعد ويزيد بن إبراهيم التستري وهشيم بن بشير ومعقل بن عبيد الله الجزري[11] وداود بن أبي هند وعبد الرحمن الأوزاعي[12] وإبراهيم بن إسماعيل بن مجمع وإبراهيم بن طهمان وإبراهيم بن ميمون الصائغ وإبراهيم بن يزيد الخوزي وإسماعيل بن عبد الملك بن أبي الصفيراء وإسماعيل بن مسلم المكي وأيمن بن نابل المكي وثور بن يزيد الحمصي وجابر بن يزيد الجعفي وحجاج بن أرطاة النخعي وحجاج بن حجاج الباهلي وحرب بن أبي العالية البصري والحسن بن أبي جعفر الجفري والحسن بن عمرو الفقيمي والحسين بن واقد المروزي وحماد بن سلمة وحمزة بن أبي حمزة النصيبي وخالد بن يزيد المصري وخداش بن عياش العبدي وخير بن نعيم الحضرمي والربيع بن بدر السعدي وزكريا بن إسحاق المكي وأبو خيثمة زهير بن معاوية الجعفي وزيد بن أبي أنيسة وعبد الله بن عثمان بن خثيم وعبد الله بن عون[13] وعبد ربه بن سعيد الأنصاري وعبد الرحمن بن حميد بن عبد الرحمن الرؤاسي أبو شريح عبد الرحمن بن شريح وعبد الرحمن بن نمران الحجري وعبد العزيز بن الربيع الباهلي وعبد الكريم أبو أمية البصري، وعبد الملك بن أبي سليمان العرزمي وعبيد الله بن الأخنس وعبيد الله بن أبي زياد القداح وعزرة بن ثابت الأنصاري وعمارة بن غزية وعمر بن زيد الصنعاني وعمرو ابن الحارث المصري وعياض بن عبد الله الفهري وقرة بن عبد الرحمن بن حيوئيل وليث بن كيسان العبدي ومحمد بن عبد الرحمن بن أبي ليلى ومحمد بن عبيد الله العرزمي ومسعر بن كدام ومطر الوراق ومعاوية بن عمار الدهني والمغيرة بن زياد الموصلي والمغيرة بن مسلم السراج وموسى بن مسلم بن رومان[14] وواصل مولى أبي عيينة وأبو عوانة الوضاح بن عبد الله ويحيى بن سعيد الأنصاري ويزيد بن عوف الشامي ويعلى بن عطاء العامري وأبو أحمد بن علي الكلاعي وغيرهم.[15]
- الجرح والتعديل: أثنى الكثيرون على مكانة أبي الزبير المكي في رواية الحديث، فقال عنه يعلى بن عطاء: «كان أكمل الناس عقلا وأحفظهم»، وقال يحيى بن معين[16] والنسائي عنه: «ثقة»،[11] وقال علي بن المديني: «ثقة ثبت»،[17] وقال عطاء بن أبي رباح: «أبو الزبير أحفظنا للحديث»،[8][18] وقال أحمد بن حنبل: «ليس به بأس».[16]

إلا أن هناك من علماء الجرح والتعديل من اتهمه بالتدليس، فقال ابن عدي: «هو في نفسه ثقة، إلا أن يروي عنه بعض الضعفاء، فيكون ذلك من جهة الضعيف» ورأى أبو زرعة وأبو حاتم والبخاري أنه لا يُحتجّ به، وقال الشافعي عنه: «يحتاج إلى دعامة». وكان ابن حزم لا يقبل من حديثًا إلا ما سمعه عن جابر بن عبد الله، كما روى عنه شعبة بن الحجاج فترة، ثم ترك حديثه. وقد رأى الذهبي أنه هناك ما عاب حديث أبي الزبير كالتدليس، ولكنه رأى أنها أمور لا توجب تضعيفه المطلق.

## وفاته
توفي أبو الزبير المكي سنة 128 هـ في خلافة مروان بن محمد، وقد جاوز الثمانين. وقد ذكر سفيان بن عيينة بأنه كان لا يخضب بالحناء.